# Calauit Game Preserve and Wildlife Sanctuary
Das Wildtierreservat Calauit Game Preserve and Wildlife Sanctuary liegt 350 km nordöstlich von Puerto Princesa, der Hauptstadt der Provinz Palawan, auf der Insel Busuanga auf den Philippinen. Es wurde am 31. August 1976 mit dem Inkrafttreten des Präsidentenerlasses 1578 eingerichtet. Bei seiner Gründung mussten 200 Familien umgesiedelt werden. Das Wildtierreservat ist das einzige Naturschutzgebiet in Südostasien, in dem afrikanisches Großwild angesiedelt wurde, so dass man im Wildtierreservat auf Safari gehen kann. Seit 2008 firmiert das Naturschutzgebiet offiziell unter dem Namen Calauit Safari Park, durch den Übergang der Verwaltung des Parks von Regierung der Philippinen auf die Provinz Palawan.
Das Calauit Game Preserve and Wildlife Sanctuary liegt im Nordwesten der Insel Busuanga auf der Calauit-Halbinsel, am Ausgang der Mindoro-Straße zum Südchinesischen Meer. Es umfasst 3400 Hektar und ist ein kombiniertes Wildtierreservat und Meeresschutzgebiet. Die Vegetation auf der Halbinsel besteht aus ausgedehnten Flachlandregenwäldern und Savannen; an der Küste liegen ausgedehnte Mangrovenwälder und Wattflächen. Der Küste vorgelagert sind zahlreiche Korallenriffe, in denen eine große Anzahl von seltenen Tierarten, wie der Dugong (Dugong dugong), leben.
An großen afrikanischen Säugetieren wurden unter anderem die Giraffe (Giraffa camelopardalis), das Steppenzebra (Equus quagga), Impala-Antilopen (Aepyceros melampus), der Buschbock (Tragelaphus scriptus) und der Wasserbock (Kobus ellipsiprymnus) erfolgreich angesiedelt. An einheimischen Säugetieren leben der Calamian-Hirsch (Axis calamianensis), der Palawan-Stinkdachs (Mydaus marchei) und der Binturong (Arctictis binturong) im Wildtierreservat. Zu den endemischen Amphibien zählen die Froscharten Polypedates macrotis und Rhacophorus everetti. 
Von der Avifauna leben die Graue Inselfruchttaube (Ducula pickeringii), der Palawan-Spatelschwanzpapagei (Prioniturus platenae), die Kapuzenmeise (Pardaliparus amabilis) und der Palawanhornvogel (Anthracoceros marchei) auf der Halbinsel. Der seltene Schneereiher (Egretta eulophotes) besucht das Wildtierreservat in den Wintermonaten.